# Wojra
Wojra (lit. Vaira; pol. hist. Podwojra) – wieś na Litwie, w okręgu wileńskim, w rejonie wileńskim, w gminie Pogiry, nad Popisem i przy drodze krajowej 202.

## Historia
W dwudziestoleciu międzywojennym zaścianek Podwojra leżący w Polsce, w województwie wileńskim, w powiecie wileńsko-trockim, w gminie Rudziszki. W 1931 miejscowość liczyła 18 mieszkańców, zamieszkałych w 3 budynkach.
Po II wojnie światowej w granicach Związku Sowieckiego. Od 1991 na niepodległej Litwie.